# Boxholms missionsförsamling
Boxholms missionsförsamling var en frikyrkoförsamling i Boxholms kommun, bildad 1877 under namnet Boxholms evangeliskt lutherska missionsförening, 1924 ändrade man namn till Boxholms missionsförsamling. Missionsföreningen anslöts sig tidigt till Svenska Missionsförbundet. Församlingen uppgick 1978 tillsammans med  Boxholms baptistförsamling i Centrumkyrkans församling.
Boxholms missionshus stod färdigbyggt 1876 och året efter bildades församlingen. Förste ordförande för den nybildade församlingen var apotekare Theodor von Zeipel. Församlingens syförening startade 1877 i samband med församlingens bildade. Ungdomsverksamheten startade under 1890-talet och hette då Jungfruföreningar respektive Ynglingaföreningar.

## Ordförande
- 1877 Theodor von Zeipel (?)